# Portada/article desembre 17

## Matrimoni homosexual a Espanya
El matrimoni homosexual a Espanya va ser legalitzat l'any 2005 després d'una campanya, que incloïa l'adopció homoparental, iniciada l'any 2004 pel govern socialista (PSOE), dirigit per José Luis Rodríguez Zapatero, que havia guanyat les eleccions poc abans. Després de molt debat, la llei que permetia el matrimoni homosexual va ser aprovada per les Corts Generals d'Espanya el 30 de juny de 2005 i publicada el 2 de juliol del mateix any. El matrimoni entre persones del mateix sexe es legalitzava el 3 de juliol de 2005, convertint-se en el tercer estat al món en fer-ho, després dels Països Baixos i Bèlgica i 17 dies abans que el Canadà.